# T'es où, Chicky ?
 (octobre 2020).
 (décembre 2019).
Si vous disposez d'ouvrages ou d'articles de référence ou si vous connaissez des sites web de qualité traitant du thème abordé ici, merci de compléter l'article en donnant les références utiles à sa vérifiabilité et en les liant à la section « Notes et références ».
T'es où, Chicky ? est une série télévisée/court métrage d'animation française en images de synthèse, créée par Jérémy Guiter et produite par Cube Créative Computer Company et France Télévisions. Elle est depuis le 25 octobre 2014 sur Canal J et rediffusée sur Gulli.
En septembre 2020, une seconde saison de la série est annoncée.

## Personnages
- Chicky
- Bekky
- Poyo

## Épisodes

### Saison 1 (2014-2015)
1. Le Billard
2. Le Jeu de palets
3. Le Distributeur de chewing-gum
4. La Poubelle
5. L'Aimant
6. La Boîte à bijoux
7. Le Puissance 4
8. L'Ampoule
9. Le Fer à repasser
10. L'Aspirateur
11. Le Rouleau de papier toilette
12. Le Lance-balles de tennis
13. Le Coucou suisse
14. Le Labyrinthe en bois
15. Le Train électrique
16. Le Gâteau d'anniversaire
17. La Harpe
18. Le Synthétiseur
19. Le Vivarium
20. Le Ventilateur
21. Le Photomaton
22. La Boîte à couture
23. Le Cerf-volant
24. Le Mini-golf
25. Le Lance-pierres
26. La Brouette
27. La Machine attrape-peluche
28. Le Flipper
29. Le Golf
30. Le Lavabo
31. Le Gonfleur
32. Le Réfrigérateur américain
33. La Selle de cheval
34. La Machine à expresso
35. Le Four à micro-ondes
36. Le Circuit de voiture électrique
37. Le Tapis de caisse
38. Le Xylophone
39. Le Traîneau du père Noël
40. Le Brassard
41. Le Réveil
42. La Bûche de Noël
43. Le Grille-pain
44. La Fusée
45. Le Ski
46. Le Puzzle en bois
47. L'Étendoir à linge
48. Le Pneu
49. Le Plat de chouquettes
50. Le Porte-encens
51. Le Tir à la carabine
52. La Pétanque

### Saison 2 (2020-2021)
1. Le Tapis de course
2. La Flûte de pan
3. La Table de ping-pong
4. La Boîte à formes
5. Poulailler
6. Le Coussin péteur
7. La Citrouille d'Halloween
8. Le Drône
9. La Fabrique de jouets
10. La Lampe magique
11. La Cible
12. Le Synthétiseur
13. Le Trombone à coulisse
14. La Platine DJ
15. Le Puzzle
16. La Guitare électrique
17. L'Harmoinca
18. Orgue
19. Le Sapin de Noël
20. Le Lance-hélice hélicoptère
21. Le Curling
22. Livre interactif
23. Pinata
24. Canne à pêche
25. Course aux œufs
26. Échiquier
27. Le Garage pour enfants
28. Mobile pour bébé
29. Eponge
30. Cochons gourmands
31. Baby foot
32. Maison en pain d'épices
33. Cibles flottantes
34. Auto tamponneuse
35. Violon
36. Brosse à dents électrique
37. Traîneau de père Noël
38. Girafe
39. Ruche
40. Voiture téléguidée
41. Chaudron magique
42. Kalimba
43. Circut de billes
44. Skateboard
45. La Moto
46. Batterie électrique
47. Jeu du marteau
48. Bateau gonflable
49. Jeu de la pêche à la ligne
50. Grue télécommande
51. Tablette numérique
52. Aquarium

### Saison 3: Autour de Monde (2021-2022)
1. La Tour Eiffel
2. La statue de la Liberté
3. Chichen Itza
4. La muraille de Chine
5. Le palais d'été de Pékin
6. Les grottes de Lascaux
7. L'île de Pâques
8. Buckingham Palace
9. Le Mont Rushmore
10. L'Opéra de Sydney
11. Big Ben
12. L'Ange de l'Indépendance
13. Le Moulin Rouge
14. L'Armée de terre cuite de Xi’an
15. Le Louvre
16. Le Merlion
17. La Porte de Miyajima
18. La fontaine de Trévi
19. Le Temple d'Abou Simbel
20. La Cité interdite
21. La station spatiale internationale
22. Le temple d'Angkor
23. L'Acropole d’Athènes
24. Le château de Bran
25. Parc Güell de Gaudi
26. Le Maracana
27. L'escalier Selarón
28. Le pain de sucre
29. Le Museum d'Histoire Naturelle de New York
30. La tour de Pise
31. Les jardins de Suzhou
32. Le Rialto
33. Le château de Versailles
34. Le colisée
35. Akihabara
36. Le Golden Gate
37. Notre-Dame de Paris
38. Bodnath
39. Le Palais Royal de Bangkok
40. Machu Picchu
41. La porte de Brandebourg
42. La cathédrale Saint-Basile
43. Hollywood
44. Les pyramides de Gizeh
45. Le Taj Mahal
46. Petra
47. Tower Bridge
48. La tour de Londres
49. Le phare de Cordouan
50. Stonehenge
51. La Tour de Belem
52. La Kasbah des Oudaias

### Saison 4 (2025)
1. La boîte à musique
2. Le tape grenouille
3. La mallette du magicien
4. Le jeu de mémo
5. Le camion de pompier
6. Le solitaire
7. La maison de poupée
8. Le robot télécommandé
9. L'aspirateur robot
10. Les talkies-walkies
11. Le bowling
12. Le cuisine en bois
13. Le camion poubelle
14. Le pop it électroniqie
15. Le jeu du Fakir
16. Le ferme
17. La chamboule tout
18. La trottinette électrique
19. L'arène de toupies
20. Le vélo d'appartement
21. Les quilles finlandaises
22. L'appareil photo
23. L'établi
24. La caisse enregistreuse
25. Le sac à dos
26. La voiture de course
27. Le petit train
28. Le casse-noisette
29. L'accordéon
30. La valise
31. La tirelire automatique
32. La cage à hamster
33. Le jeu des petits chevaux
34. Le manège
35. l'abrbre à chats
36. Le camion toupie
37. Les acrobates
38. L'épouvantail
39. Le tricycle
40. Le dinosaure
41. Le coffee-fort
42. Le carillon
43. L'avion de ligne
44. Le looper
45. Le presse-agrumes
46. Les poupées gigogmmes
47. Le hoverboard
48. Le chariot de supermarché
49. La pâte à prout
50. Le jeu sur resort
51. Le lance-fusée
52. La niche du chien